# Südwestpfalz (district)
Districtul Südwestpfalz este un Kreis în landul Renania-Palatinat, Germania.